# Arcanotherium
Die Gattung  Arcanotherium  ist ein ausgestorbener Vertreter der Rüsseltiere und lebte am Übergang von Eozän zum Oligozän vor rund 35 Millionen Jahren im nördlichen Afrika. Der Name leitet sich von dem lateinischen Wort arcanus (versteckt, verborgen, geheimnisvoll) und dem griechischen Wort θηρίον (thērion, Tier) ab. Es handelt sich um mittelgroße Rüsseltiere, deren Größe zwischen dem des stammesgeschichtlich älteren und kleineren Numidotherium und dem gleichzeitig auftretenden großen Barytherium vermittelt.

## Merkmale
Bisher wurden nur wenige Reste dieser Rüsseltiergattung entdeckt, wobei die bisher vorliegenden Fossilfunde teils stark fragmentiert sind. Diese umfassen aber sowohl Schädelfragmente als auch Reste des Bewegungsapparates und der Wirbelsäule. Der Unterkiefer des Holotyps (Exemplarnummer BMNH M. 82163) ist bis auf die Gelenkansätze weitgehend vollständig und gehört einem nicht ausgewachsenen Tier an. Weiterhin schließt der Holotyp einzelne isolierte Zähne und postcraniale Knochenfragmente ein. Darüber hinaus sind aber auch Skelettelemente ausgewachsener Tiere, unter anderem weitere Mandibelreste und einzelne Zähne, bekannt.
Der weitgehend vollständige juvenile Unterkiefer  wurde aus mehreren Fragmenten zusammengesetzt und besitzt im rechten Kieferast die vollständige hintere Bezahnung. Diese bestand beim Milchgebiss aus drei Prämolaren (p2 bis p4) und drei Molaren (m1 bis m3). Zusätzlich fand sich, allerdings isoliert, ein Schneidezahn (i1), während ein zweiter (i2) anhand der auftretenden Alveole identifiziert werden konnte. Beide Schneidezähne müssen aufgrund der Ausbildung der Alveolen etwa die gleiche Größe besessen haben. Ein Eckzahn war bei Arcanotherium nicht ausgebildet, so dass sich zwischen den vorderen und hinteren Zähnen ein großes Diastema befand. Die Zahnformel des Dauergebisses ist nicht bekannt, lediglich die hinteren Backenzähne sind bisher fossil überliefert.
Die Molaren sowohl des Milch- als auch des Dauergebisses besaßen zwei quer verlaufende Schmelzleisten (bilophodont), der hinterste wies aber noch zusätzlich den Ansatz einer dritten Leiste auf. Die Ausbildung der Schmelzleisten war jedoch nicht so deutlich ausgeprägt und sie wiesen an ihren Enden jeweils einen deutlichen Höcker auf, wodurch die Zähne einen teils bunodonten Charakter erhielten (bunolophodont). Die Prämolaren ähnelten in ihrem Aufbau den Molaren (molarisierte Vormahlzähne). Bemerkenswert ist auch die Symphyse des Unterkiefers, die sehr kurz ausfällt und nur bis in den Bereich des p2 ragt.

## Fossilfunde
Fossilien von Arcanotherium wurden bisher nur am Fundort Dor el-Talha (Libyen) entdeckt. Sie entstammen dort der lokalen Evaporit-Einheit aus dem oberen Eozän und der Idam-Einheit des unteren Oligozän, wo sie Ende der 1960er Jahre von britischen Paläontologen Robert J. G. Savage gesammelt wurden. Die Funde werden heute im Natural History Museum in London aufbewahrt, einige wenige befinden sich auch im Muséum national d’histoire naturelle in Paris.

## Systematik
Arcanotherium ist eine Gattung aus der Ordnung der Rüsseltiere (Proboscidea). Aufgrund des bilophodonten Aufbaus der Molaren und der gleichzeitigen Nutzung aller Zähne (vertikaler Zahnwechsel) gehört sie zur Gruppe der Plesielephantiformes, den ursprünglichsten Vertretern der Rüsseltiere. Eine Zuweisung zu einer bestimmten Familie ist dabei schwierig, manche Autoren stufen die Gattung innerhalb der Barytheriidae ein. Die einzige anerkannte Art ist Arcanotherium savagei. Diese wurde 1995 von Nicholas Court erstmals als Numidotherium savagei beschrieben und in die nähere Verwandtschaft der „barytheroiden“ Rüsseltiere (Barytherium und Numidotherium) eingegliedert. Der Artname savagei ehrt dabei den englischen Biologen Robert J. G. Savage, der die Funde bereits Ende der 1960er Jahre vorgestellt und sie dabei als zu einem kleinen Vertreter von Barytherium gehörig interpretiert hatte.
Die Zuweisung zur Gattung Numidotherium wurde jedoch 2009 von Cyrille Delmer revidiert. Grund dafür war die deutliche Tendenz zu bunolophodonten Backenzähnen, was  Arcanotherium stärker mit Moeritherium verbindet. Beide formen somit eine eher geschlossene Gruppe und setzen sich von den stammesgeschichtlich älteren „barytheroiden“ Rüsseltieren des Eozäns mit deutlich lophodonten Molaren ab. Der auf dem hintersten Molar vorhandene dritte Leistenansatz rückt das Rüsseltier zudem näher an die phylogenetisch fortschrittlicheren Elephantiformes heran, deren basale Formen wie Phiomia und Palaeomastodon dieses Merkmal ebenfalls besaßen. Als weiterer Grund für die Eigenständigkeit von Arcanotherium gegenüber Numidotherium kann der Aufbau des Zahnschmelzes angeführt werden, der sich zwischen beiden Gattungen grundlegend unterscheidet.
Weitere Übereinstimmungen finden sich auch zu Chilgatherium, dem möglicherweise frühesten Vertreter der Deinotherien aus dem mittleren Oligozän. Auch dieses Rüsseltier besaß bunolophodonte Molaren, anders als Arcanotherium wies es aber eine vollständig entwickelte dritte Leiste auf dem letzten Backenzahn auf. Die späteren Deinotherien wiederum hatten nur zwei Leisten am dritten Molar und charakteristisch lophodonte Backenzähne. Die neuen kladistischen Untersuchungen zeigen nun, dass Chilgatherium aufgrund dieser Merkmalskombination möglicherweise ein Vorfahr der Elephantiformes ist, während Arcanotherium wiederum in dessen Ahnenreihe zu stellen ist. Inwieweit bei diesem Modell dann noch eine nähere Verwandtschaft von Chilgatherium zu den späteren Deinotherien besteht, ist momentan ungeklärt.